# Berislav Klobučar
Berislav Klobučar (28 d'agost de 1924 – 13 de juny de 2014) fou un director d'orquestra croat. Va ser director de l'Òpera Estatal de Viena durant més de quatre dècades, i director convidat al Bayreuth Festival de Bayreuth.

## Biografia
Nascut a Zagreb, Klobučar va estudiar amb el director croat Lovro von Matačić. Va començar la seva carrera amb l'Orquestra Filharmònica de Zagreb. Va dirigir l'Òpera de Graz, a Àustria, l'Òpera Reial Sueca d'Estocolm, Suècia, La Scala de Milà, Itàlia, l'Orquestra Filharmònica de Niça i l'Òpera de Niça, França, i director convidat de la Metropolitan Opera de Nova York, Estats Units.
A partir del 1952 va dirigir 53 òperes i 1.133 actuacions a l'Òpera de l'Estat de Viena.